# Underground, Inc.
Underground, Inc.  es una compañía discográfica independiente fundada en el 2000 por el músico británico Martin Atkins, miembro de multipies grupos del rock. es una subsidiaria de la discográfica Invisible Records.
La música de la discográfica se especializa en el rock y en el metal, principalmente del indie rock, rock gótico, punk rock, música industrial y la música electrónica.

## Algunos artistas de la discográfica
- Chris Connelly (Ministry, Revolting Cocks)
- Colony 5
- Einstürzende Neubauten
- Hate Dept.
- My Life with the Thrill Kill Kult
- Pigface
- Public Image Ltd.